# Axel Fredrik Cronstedt
El baró Axel Fredrik Cronstedt (Stroepsta, Suècia, 23 de desembre de 1722 - Estocolm, Suècia, 19 d'agost de 1765), va ser un químic i mineralogista suec que va descobrir el níquel el 1751.

## Biografia
El pare de Cronstedt era oficial de l'exèrcit suec, i s'esperava que Cronstedt seguís la carrera del seu pare. Tanmateix, a part d'un període curt durant temps de guerra, no va complir amb l'exèrcit. Va estudiar matemàtiques a Uppsala i finalment es va convertir en un expert en mines. Per formar-se millor en els mètodes científics, es va matricular en un curs titulat "L'Art d'Experiment i Química", donat per Georg Brandt el descobridor del cobalt. Va treballar com a expert de mineria a l'Oficina de Mines

## Obra
Cronstedt, va estudiar diferents i va ser el primer a utilitzar sistemàticament l'anàlisi de les flames (cremava una mostra petita en una flama intensa i els colors produïts li permetien analitzar la composició de la mostra).
Cronstedt va ser primer a identificar el kupfernickel ("el coure del diable", com els miners l'anomenaven) com un nou metall, el níquel, més que una combinació de coure, arsènic i d'altres metalls, com era generalment acceptat pels seus contemporanis. Però la descoberta de níquel només va ser plenament demostrada sens dubte per Torbern Olof Bergman el 1775, després de la mort de Cronstedt.
Cronstedt també va introduir una classificació nova de metalls, basats en les seves estructures químiques més que només en les seves propietats visibles.
Cronstedt també va descobrir la scheelita el 1751. Carl Wilhelm Scheele més tard suggeria que un metall nou es podria extreure del mineral que Cronstedt havia anomenat tungstè, pedra pesada en suec.